# Hochiss
De Hochiss is een 2299 meter hoge berg in de Oostenrijkse deelstaat Tirol. De berg is de hoogste van de Brandenberger Alpen.
Op de top bevindt zich een gipfelkreuz. De top is vanaf de zuidoostelijke oever van de Achensee goed wandelend te bereiken, alhoewel de tocht ervaring vereist.